# Koh-Lanta : Malaisie
Vous pouvez aider à l'améliorer ou bien discuter des problèmes sur sa page de discussion.
- Il n'est pas vérifiable et peut contenir des informations totalement erronées. Il est fortement conseillé aux contributeurs d'étayer son contenu par des sources fiables. Sans cela, sa suppression pourrait être envisagée. (si vous venez d'apposer le bandeau, veuillez cliquer sur ce lien pour créer la discussion et en afficher les indications). (Marqué depuis juillet 2024)
- Il peut contenir un travail inédit ou des déclarations non vérifiées. Vous pouvez l’améliorer en ajoutant des références. (Marqué depuis juillet 2024)

- Archive Wikiwix
- Bing
- Cairn
- DuckDuckGo
- E. Universalis
- Gallica
- Google
- G. Books
- G. News
- G. Scholar
- Persée
- Qwant
- (zh) Baidu
- (ru) Yandex
- (wd) trouver des œuvres sur Wikidata

Vous pouvez aider à l'améliorer ou bien discuter des problèmes sur sa page de discussion.
- Son admissibilité est à vérifier. Motif : manque de sources, de références, TI. Et ce alors qu'un bandeau demande des sources depuis des années, 2018. Les références (buzzesques et étalées sur 6 mois) concernent principalement les audiences, déjà dans l'article Koh-Lanta. Info doublonnant l'article principal. Saison ne se démarquant pas particulièrement.. Vous êtes invité à le compléter pour expliciter son admissibilité, en y apportant des sources secondaires de qualité. (Marqué depuis mai 2025)
- Il ne cite pas suffisamment ses sources. Vous pouvez indiquer les passages à sourcer avec {{référence nécessaire}} ou {{Référence souhaitée}}, et inclure les références utiles en les liant aux notes de bas de page. (Marqué depuis avril 2018)
- Certaines de ses couleurs nuisent à son accessibilité et ne respectent pas la charte graphique. Les couleurs ne sont pas interdites, mais il est conseillé d'en faire un usage modéré qui respecte les normes d'accessibilité. (Marqué depuis juillet 2024)
- Son texte doit être wikifié : il ne correspond pas à la mise en forme Wikipédia (style, typographie, liens internes, liens entre les wikis, etc.). (Marqué depuis juillet 2024)

- Archive Wikiwix
- Bing
- Cairn
- DuckDuckGo
- E. Universalis
- Gallica
- Google
- G. Books
- G. News
- G. Scholar
- Persée
- Qwant
- (zh) Baidu
- (ru) Yandex
- (wd) trouver des œuvres sur Wikidata

Koh-Lanta : Malaisie est la 12e édition régulière de l'émission de téléréalité Koh-Lanta, elle a été diffusée sur TF1 du 2 novembre 2012 au 1er février 2013[réf. non conforme]. Le tournage a eu lieu en Malaisie, dans l'archipel de Seribuat (au sud-est de la Malaisie péninsulaire), en avril et mai 2012. Le présentateur Denis Brogniart définit l'endroit comme « un endroit sublime encore préservé du tourisme de masse »[pertinence contestée]. Les deux tribus initiales étaient Mawar et Sungaï. C'est Ugo qui a remporté cette édition face à Brice, et ainsi remporté 100 000 €.

## Nouveautés
- Si vous ne connaissez pas le sujet, laissez ce bandeau (vous pouvez alors contacter les auteurs).
- Si vous supprimez le contenu mis en cause (vous pouvez préalablement contacter les auteurs),

argumentez précisément cette suppression dans la page de discussion
(un manque de référence n'est pas un argument ; une recherche réelle de référence doit avoir été effectuée, être formellement documentée).
Cette saison, il y a 20 candidats, qui ont entre 18 et 60 ans. Ils ont été répartis dans deux tribus de 8 aventuriers chacune, les Mawar et les Sungaï. Une première épreuve a été disputée par binômes : les candidats gagnants sont chacun devenus capitaine de leur équipe, dont ils ont choisi les membres à tour de rôle. Les quatre aventuriers non choisis ont commencé le jeu sans équipe, et ils ont dû évoluer sur une petite île, l'« île des bannis », pendant le premier épisode de l'aventure. Ils ont pu intégrer l'une des deux équipes à l'issue du deuxième jeu de confort (deux d'entre eux ont été choisis par l'équipe gagnante, les deux bannis restants rejoignant l'autre équipe).
Les nouveautés introduites lors de la saison 11, à savoir le vote noir et le collier d'immunité caché, sont reconduites. Comme lors de La Revanche des héros, les candidats sont privés de riz. Cependant, à l'occasion du premier jeu de confort, les rouges peuvent choisir, comme récompense pour avoir gagné l'épreuve, entre trois allumettes et 4 kg de riz. Ils choisissent le riz plutôt que le feu.
Lors de la réunification, à l'instar de la saison 11, les ambassadeurs ne sont pas désignés par leur équipe : chaque tribu envoie deux émissaires sur le camp adverse pour y désigner l'ambassadeur.
Une nouvelle règle est instaurée le temps d'un épisode après la réunification : les binômes. En effet, les candidats ont dû lier leur destin dans le jeu à un autre aventurier, ce qui implique que les épreuves sont jouées à deux, mais aussi que l'élimination est double : le candidat éliminé entraîne son binôme dans sa chute.
Pour la première fois dans une saison « classique » de Koh-Lanta, la finale se joue à 5 aventuriers (contre 4 pour les autres saisons). Des finales à 5 aventuriers se sont déjà jouées lors des éditions spéciales Le Choc des héros et La Revanche des héros. De plus, le début de l'épreuve des poteaux a lieu de nuit.

## Candidats
- Si vous ne connaissez pas le sujet, laissez ce bandeau (vous pouvez alors contacter les auteurs).
- Si vous supprimez le contenu mis en cause (vous pouvez préalablement contacter les auteurs),

argumentez précisément cette suppression dans la page de discussion
(un manque de référence n'est pas un argument ; une recherche réelle de référence doit avoir été effectuée, être formellement documentée).
 (janvier 2025).
Les candidats de cette saison sont au nombre de 20 et ils sont âgés de 18 à 60 ans.
| Candidat | Candidat  | Profession                                | Âge    | Localisation        | Tribu | Jury final      | Départ          |
| -------- | --------- | ----------------------------------------- | ------ | ------------------- | --- | --------------- | --------------- |
| ♀        | Mélanie   | Boulangère                                | 30 ans | Hauts-de-Seine      | - Mawar (jour 1 – 3)                                                                                        |                 | Éliminée        |
| ♂        | Mickaël   | Chauffeur de taxi                         | 57 ans | Isère               | - Mawar (jour 1 – 6)                                                                                        | Éliminé         |                 |
| ♀        | Sara      | Gérante d'un centre de remise en forme    | 42 ans | Var                 | - Mawar (jour 1 – 11)                                                                                       | Abandon médical |                 |
| ♀        | Nadine    | Coordinatrice de transplantation d'organe | 57 ans | Haute-Savoie        | - Bannie (jour 1 – 4) - Mawar (jour 4 – 12)                                                                 | Éliminée        |                 |
| ♀        | Élodie    | Mère au foyer                             | 36 ans | Charente            | - Bannie (jour 1 – 4) - Sungaï (jour 4 – 9) - Éliminée (jour 9 – 11) - Mawar (jour 11 – 15)                 | Éliminée        |                 |
| ♀        | Marie     | Gérante d'un restaurant                   | 23 ans | Belgique            | - Sungaï (jour 1 – 18)                                                                                      | Éliminée        |                 |
| ♂        | Anthony   | Plombier                                  | 24 ans | Bouches-du-Rhône    | - Mawar (jour 1 – 20)                                                                                       | Éliminé         |                 |
| ♂        | Javier    | Peintre en bâtiment                       | 39 ans | Belgique            | - Sungaï (jour 1 – 20) - Tribu réunifiée (jour 20 – 21)                                                     | 1er membre      | Éliminé         |
| ♂        | Namadia   | Chauffeur-livreur                         | 28 ans | Val-de-Marne        | - Mawar (jour 1 – 20) - Tribu réunifiée (jour 20 – 25)                                                      | 2e membre       | Éliminé         |
| ♀        | Marylou   | Hôtesse de l'air                          | 22 ans | Seine-Saint-Denis   | - Mawar (jour 1 – 20) - Tribu réunifiée (jour 20 – 28)                                                      | 3e membre       | Éliminée        |
| ♀        | Catherine | Commerciale dans le bâtiment              | 41 ans | Yonne               | - Sungaï (jour 1 – 20) - Tribu réunifiée (jour 20 – 31)                                                     | 4e membre       | Éliminée        |
| ♀        | Camille   | Étudiante en STAPS                        | 18 ans | Bas-Rhin            | - Sungaï (jour 1 – 20) - Tribu réunifiée (jour 20 – 31)                                                     | 5e membre       | Éliminée        |
| ♂        | Charles   | Étudiant en architecture                  | 20 ans | Yvelines            | - Sungaï (jour 1 – 20) - Tribu réunifiée (jour 20 – 37)                                                     | 6e membre       | Abandon médical |
| ♂        | Thierry   | Magnétiseur                               | 44 ans | Alpes-Maritimes     | - Mawar (jour 1 – 20) - Tribu réunifiée (jour 20 – 34) - Éliminé (jour 34 – 37) - Tribu réunifiée (jour 37) | 7e membre       | Éliminé         |
| ♀        | Myriam    | Préparatrice en pharmacie                 | 34 ans | Aisne               | - Mawar (jour 1 – 20) - Tribu réunifiée (jour 20 – 39)                                                      | 8e membre       | Éliminée        |
| ♂        | Bernard   | Retraité                                  | 60 ans | Loire-Atlantique    | - Banni (jour 1 – 4) - Mawar (jour 4 – 20) - Tribu réunifiée (jour 20 – 40)                                 | 9e membre       | Éliminé         |
| ♂        | Philippe  | Ouvrier en traitement de déchets          | 41 ans | Seine-Maritime      | - Banni (jour 1 – 4) - Sungaï (jour 4 – 20) - Tribu réunifiée (jour 20 – 40)                                | 10e membre      | Éliminé         |
| ♀        | Vanessa   | Ostréicultrice                            | 37 ans | Gironde             | - Sungaï (jour 1 – 20) - Tribu réunifiée (jour 20 – 41)                                                     | 11e membre      | Éliminée        |
| ♂        | Brice     | Mannequin                                 | 30 ans | Loiret              | - Sungaï (jour 1 – 20) - Tribu réunifiée (jour 20 – 42)                                                     |                 | Finaliste       |
| ♂        | Ugo       | Fauconnier                                | 30 ans | Pyrénées-Orientales | - Sungaï (jour 1 – 20) - Tribu réunifiée (jour 20 – 42)                                                     | Gagnant         |                 |

Légende
- « Mawar », signifie que l'aventurier fait partie de la tribu rouge.
- « Sungaï », signifie que l'aventurier fait partie de la tribu jaune.
- « Tribu réunifiée », signifie que l'aventurier fait partie de la tribu réunifiée.
- « Éliminé », signifie que l'aventurier a été éliminé,  avant de réintégrer le jeu.

## Déroulement
- Si vous ne connaissez pas le sujet, laissez ce bandeau (vous pouvez alors contacter les auteurs).
- Si vous supprimez le contenu mis en cause (vous pouvez préalablement contacter les auteurs),

argumentez précisément cette suppression dans la page de discussion
(un manque de référence n'est pas un argument ; une recherche réelle de référence doit avoir été effectuée, être formellement documentée).

### Bilan par épisode
| Épisode              | Diffusion        | Épreuves              | Épreuves            | Conseil              | Conseil       | Conseil       |
| Épisode              | Diffusion        | Épreuve initiale      | Épreuve initiale    | Éliminé(s)           | Vote          | Départ        |
| -------------------- | ---------------- | --------------------- | ------------------- | -------------------- | ------------- | ------------- |
| 1er épisode          | 2 novembre 2012  | Namadia et Camille    | Namadia et Camille  | Éliminé(s)           | Vote          | Départ        |
|                      |                  | Confort               | Immunité            | Éliminé(s)           | Vote          | Départ        |
| 1er épisode          | 2 novembre 2012  | Mawar                 | Sungaï              | Mélanie              | 6-2           | Jour 3        |
| 2e épisode           | 9 novembre 2012  | Sungaï                | Sungaï              | Mickaël              | 6-4           | Jour 6        |
| 3e épisode           | 16 novembre 2012 | Sungaï                | Mawar               | Élodie               | 7-1-1-1       | Jour 9        |
| 4e épisode           | 23 novembre 2012 | Sungaï                | Sungaï              | Nadine               | 5-3-1         | Jour 12       |
| 5e épisode           | 30 novembre 2012 | ex æquo               | Sungaï              | Élodie               | 5-3           | Jour 15       |
| 6e épisode           | 7 décembre 2012  | Sungaï                | Mawar               | Marie                | 6-3-1         | Jour 18       |
| 7e épisode           | 14 décembre 2012 | Sungaï                | Philippe            | Javier               | 6-5-1-1-1-1   | Jour 21       |
| 8e épisode           | 21 décembre 2012 | Marylou et Vanessa    | Philippe            | Namadia              | 6-4-1-1       | Jour 25       |
| 9e épisode           | 28 décembre 2012 | Marylou               | Charles             | Marylou              | 6-4-2         | Jour 28       |
| 10e épisode          | 4 janvier 2013   | Brice et Philippe     | Brice et Philippe   | Catherine et Camille | 6-3-1-1       | Jour 31       |
| 11e épisode          | 11 janvier 2013  | Ugo                   | Philippe            | Thierry              | 5-3-1         | Jour 34       |
| 12e épisode          | 18 janvier 2013  | Philippe              | Bernard             | Thierry              | 5-3           | Jour 37       |
| 13e épisode          | 25 janvier 2013  | Ugo                   | Ugo                 | Myriam               | 4-2-1         | Jour 39       |
|                      |                  | Épreuve d'orientation | Épreuve des poteaux | Conseil final        | Conseil final | Conseil final |
| 14e épisode (Finale) | 1er février 2013 | Vanessa, Brice et Ugo | Ugo                 | Ugo                  | 10-1          | Gagnant       |

Notes :

### Colliers d'immunité
|                     | Localisation    | Propriétaire           | Utilisation | Utilisation | Utilisation | Votes annulés |
| Statut              | Localisation    | Propriétaire           | Jour        | Épisode     |             | Votes annulés |
| Colliers d'immunité |                 |                        |             |             |             |               |
| ------------------- | --------------- | ---------------------- | ----------- | ----------- | ----------- | ------------- |
| Colliers d'immunité | Camp des Sungaï | Philippe (jour 8 - 39) | Utilisé     | 39e         | 13e         | 0/7           |
| Colliers d'immunité | Camp des Mawar  | Namadia (jour 16 - 21) | Utilisé     | 21e         | 7e          | 6/15          |
| Colliers d'immunité | Tribu réunifiée | Thierry (jour 30 - 31) | Utilisé     | 31e         | 10e         | 6/11          |

### Détail des éliminations
|             | Tribus initiales | Tribus initiales | Tribus initiales | Tribus initiales | Tribus initiales | Tribus initiales | Tribus initiales | Tribus initiales | Tribu réunifiée | Tribu réunifiée | Tribu réunifiée | Tribu réunifiée | Tribu réunifiée | Tribu réunifiée | Tribu réunifiée | Tribu réunifiée | Tribu réunifiée | Tribu réunifiée | Tribu réunifiée | Tribu réunifiée | Tribu réunifiée | Tribu réunifiée | Tribu réunifiée |
| ----------- | ---------------- | ---------------- | ---------------- | ---------------- | ---------------- | ---------------- | ---------------- | ---------------- | --------------- | --------------- | --------------- | --------------- | --------------- | --------------- | --------------- | --------------- | --------------- | --------------- | --------------- | --------------- | --------------- | --------------- | --------------- |
| ► Épisode   | 1                | 2                | 3                | 4                | 4                | 5                | 6                | 7                | 7               | 8               | 9               | 10              | 10              | 11              | 12              | 12              | 12              | 13              | 14              | 14              | 14              | Finaliste       | Vainqueur       |
| ► Éliminé   | Mélanie          | Mickaël          | Élodie           | Sara             | Nadine           | Élodie           | Marie            | Anthony          | Javier          | Namadia         | Marylou         | Catherine       | Camille         | Thierry         | Charles         | Thierry         | Thierry         | Myriam          | Bernard         | Philippe        | Vanessa         | Brice           | Ugo             |
| ► Votes     | 6/8              | 6/10             | 7/10             | 0                | 5/9              | 5/8              | 6/10             | 0                | 5/15            | 6/12            | 6/12            | 3/11            | 0               | 5/9             | 0               | 5/8             | 5/8             | 4/7             | 0               | 0               | 1               | 1/11            | 10/11           |
| ▼ Candidats | Votes            | Votes            | Votes            | Votes            | Votes            | Votes            | Votes            | Votes            | Votes           | Votes           | Votes           | Votes           | Votes           | Votes           | Votes           | Votes           | Votes           | Votes           | Votes           | Votes           | Votes           | Votes           | Votes           |
| Ugo         |                  |                  | Élodie           |                  |                  |                  | Charles          |                  | Namadia         | Namadia         | Philippe        | Myriam          |                 | Thierry         |                 | Thierry         | Thierry         | Myriam          |                 |                 | Vanessa         | Jury final      | Jury final      |
| Brice       |                  |                  | Élodie           |                  |                  |                  | Camille          |                  | Namadia         | Namadia         | Marylou         | Myriam          |                 | Thierry         |                 | Thierry         | Thierry         | Myriam          |                 |                 |                 | Jury final      | Jury final      |
| Vanessa     |                  |                  | Élodie           |                  |                  |                  | Marie            |                  | Namadia         | Namadia         | Marylou         | Bernard         |                 | Thierry         |                 | Thierry         | Thierry         | Brice           |                 |                 |                 | Brice           |                 |
| Philippe    | [ N 24 ]         |                  | Marie            |                  |                  |                  | Marie            |                  | Marylou         | Thierry         | Marylou         | Myriam          |                 | Thierry         |                 | Thierry         | Thierry         | Myriam          |                 |                 |                 |                 | Ugo             |
| Bernard     | [ N 24 ]         | Mickaël          |                  |                  | Myriam           | Myriam           |                  |                  | Javier          | Brice           | Philippe        | Catherine       |                 | Myriam          |                 | Thierry         | Thierry         | Myriam          |                 |                 |                 |                 | Ugo             |
| Myriam      | Mickaël          | Mickaël          |                  |                  | Nadine           | Élodie           |                  |                  | Javier          | Brice           | Brice           | Catherine       |                 | Charles         |                 | Brice           | Brice           | Bernard         |                 |                 |                 |                 | Ugo             |
| Thierry     | Mélanie          | Mickaël          |                  |                  | Nadine           | Élodie           |                  |                  | Javier          | Brice           | Brice           | Catherine       |                 | Myriam          | [ N 25 ]        | Brice           | Brice           | Bernard         |                 |                 |                 |                 | Ugo             |
| Charles     |                  |                  | Élodie           |                  |                  |                  | Marie            |                  | Namadia         | Namadia         | Marylou         | Myriam          |                 | Thierry         |                 |                 |                 |                 |                 |                 |                 |                 | Ugo             |
| Camille     |                  |                  | Élodie           |                  |                  |                  | Marie            |                  | Bernard         | Bernard         | Marylou         | Myriam          |                 |                 |                 |                 |                 |                 |                 |                 |                 |                 | Ugo             |
| Catherine   |                  |                  | Élodie           |                  |                  |                  | Marie            |                  | Namadia         | Namadia         | Marylou         | Myriam          |                 | Myriam          |                 |                 |                 |                 |                 |                 |                 |                 | Ugo             |
| Marylou     | Mélanie          | Bernard          |                  |                  | Nadine           | Élodie           |                  |                  | Javier          | [ N 26 ]        | Brice           | Philippe        |                 |                 |                 |                 |                 |                 |                 |                 |                 |                 | Ugo             |
| Namadia     | Mélanie          | Bernard          |                  |                  | Nadine           | Élodie           |                  |                  | Javier          | Brice           | Brice           |                 |                 |                 |                 |                 |                 |                 |                 |                 |                 |                 | Ugo             |
| Javier      |                  |                  | Élodie           |                  |                  |                  | Charles          |                  | Namadia         | Namadia         |                 |                 |                 |                 |                 |                 |                 |                 |                 |                 |                 |                 | Ugo             |
| Anthony     | Mélanie          | Bernard          |                  |                  | Nadine           | Élodie           |                  |                  |                 |                 |                 |                 |                 |                 |                 |                 |                 |                 |                 |                 |                 |                 |                 |
| Marie       |                  |                  | Philippe         |                  |                  |                  | Charles          |                  | Philippe        |                 |                 |                 |                 |                 |                 |                 |                 |                 |                 |                 |                 |                 |                 |
| Élodie      | [ N 24 ]         |                  | Charles          | [ N 27 ]         | Myriam           | Myriam           | Marie            |                  | Myriam          |                 |                 |                 |                 |                 |                 |                 |                 |                 |                 |                 |                 |                 |                 |
| Nadine      | [ N 24 ]         | Mickaël          |                  |                  | Myriam           | Myriam           |                  |                  |                 |                 |                 |                 |                 |                 |                 |                 |                 |                 |                 |                 |                 |                 |                 |
| Sara        | Mélanie          | Mickaël          |                  |                  |                  |                  |                  |                  |                 |                 |                 |                 |                 |                 |                 |                 |                 |                 |                 |                 |                 |                 |                 |
| Mickaël     | Mélanie          | Bernard          |                  |                  | Sara             |                  |                  |                  |                 |                 |                 |                 |                 |                 |                 |                 |                 |                 |                 |                 |                 |                 |                 |
| Mélanie     | Mickaël          | Mickaël          |                  |                  |                  |                  |                  |                  |                 |                 |                 |                 |                 |                 |                 |                 |                 |                 |                 |                 |                 |                 |                 |

Notes :
- Un vote en fond noir symbolise un vote noir, qui est subséquent à l'élimination d'un candidat lors d'un conseil. Il compte pour le conseil suivant de la tribu.

## Audiences
La moyenne de cette saison est de 7,098 millions de téléspectateurs pour 29,5 % de PDM.
| Émission    | Jour et horaire de diffusion            | Nombre de téléspectateurs | Part de marché sur les 4 ans et plus | Référence |
| ----------- | --------------------------------------- | ------------------------- | ------------------------------------ | --------- |
| 1           | Vendredi 2 novembre 2012 (20:50-23:25)  | 7 181 000                 | 32,5 %                               | [ 3 ]     |
| 2           | Vendredi 9 novembre 2012 (20:50-23:15)  | 6 900 000                 | 29,3 %                               | [ 4 ]     |
| 3           | Vendredi 16 novembre 2012 (20:50-23:05) | 7 267 000                 | 30,6 %                               | [ 5 ]     |
| 4           | Vendredi 23 novembre 2012 (20:50-23:10) | 7 108 000                 | 30,2 %                               | [ 6 ]     |
| 5           | Vendredi 30 novembre 2012 (20:50-22:45) | 7 080 000                 | 28,7 %                               | [ 7 ]     |
| 6           | Vendredi 7 décembre 2012 (20:50-22:55)  | 7 040 000                 | 29,9 %                               | [ 8 ]     |
| 7           | Vendredi 14 décembre 2012 (20:50-23:15) | 6 931 000                 | 30,2 %                               | [ 9 ]     |
| 8           | Vendredi 21 décembre 2012 (20:50-22:40) | 6 852 000                 | 27,7 %                               | [ 10 ]    |
| 9           | Vendredi 28 décembre 2012 (20:50-22:45) | 6 648 000                 | 27,2 %                               | [ 11 ]    |
| 10          | Vendredi 4 janvier 2013 (20:50-22:45)   | 7 140 000                 | 28,3 %                               | [ 12 ]    |
| 11          | Vendredi 11 janvier 2013 (20:50-22:25)  | 7 128 000                 | 27,5 %                               | [ 13 ]    |
| 12          | Vendredi 18 janvier 2013 (20:50-22:40)  | 7 342 000                 | 27,9 %                               | [ 14 ]    |
| 13          | Vendredi 25 janvier 2013 (20:50-22:40)  | 7 204 000                 | 29,1 %                               | [ 15 ]    |
| 14 (Finale) | Vendredi 1er février 2013 (20:50-00:05) | 7 556 000                 | 33,9 %                               | [ 16 ]    |

Légende :
- plus hauts scores d'audiences
- plus bas scores d'audiences